# Fernando Lopes de Almeida
Fernando Lopes de Almeida (Rio de Janeiro, 3 de dezembro de 1946) é um político brasileiro, filiado ao PDT.
Foi deputado estadual entre 1987 e 1991.
Durante o Governo Rosinha Garotinho, ocupou o cargo de Secretário de Controle e Gestão.
Em 2006, foi eleito para o quinto mandato de deputado federal.